# Hôtel de Camondo

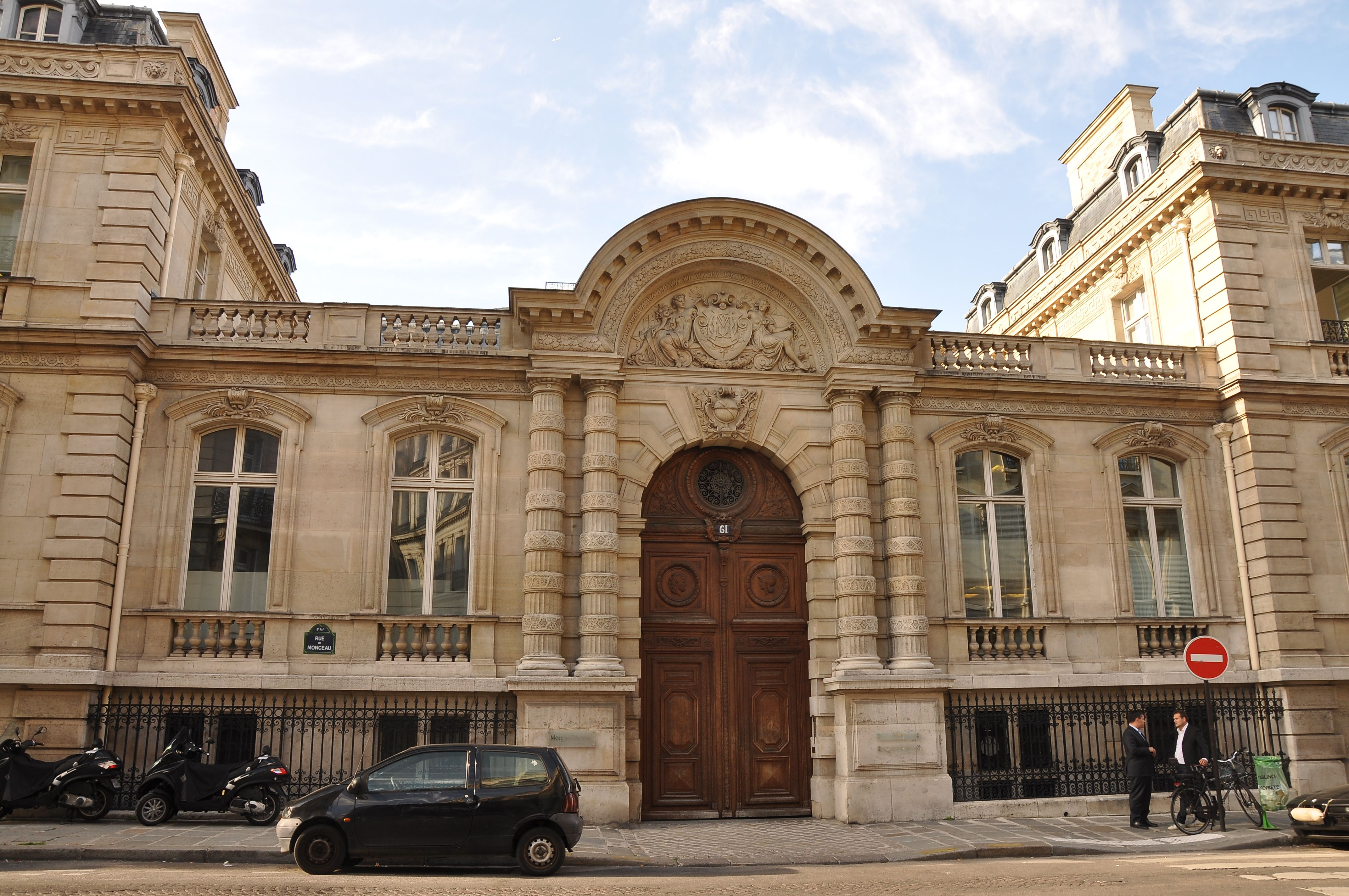
Hôtel de Camondo, Haupteingang

Das Hôtel de Camondo ist ein Hôtel particulier in Paris. Es befindet sich in der Rue de Monceau 61 im 8. Arrondissement von Paris und beherbergt seit 2005 unter anderem den Sitz des Pariser Büros der Bank Morgan Stanley. Es ist zu unterscheiden vom benachbarten (Rue de Monecau 63) Hôtel Moïse de Camondo, das heute das Museum Nissim de Camondo beherbergt.

## Geschichte
Das Hôtel de Camondo wurde 1874 für den Finanzier Abraham Behor de Camondo (tr) (1829–1889) vom Architekten Denis-Louis Destors erbaut und 1893 von Isaac de Camondo an Gaston Menier (1855–1934), den jüngsten Sohn von Émile Menier, Senator von Seine-et-Marne und Direktor der Compagnie du Chocolat Menier, verkauft, der wahrscheinlich die Nebengebäude auf dem Hof sowie das Gebäude an der Straße errichten ließ. Das Hôtel war auch der Wohnsitz seines Sohnes Gaston Georges Menier (1880–1933). Nach dessen Tod zog seine Witwe Simonne Camille Marie, geborene Legrand (1881–1972), aus dem Hôtel in der Rue de Monceau in das Hôtel de Jarnac in der Rue Monsieur im 7. Arrondissement.

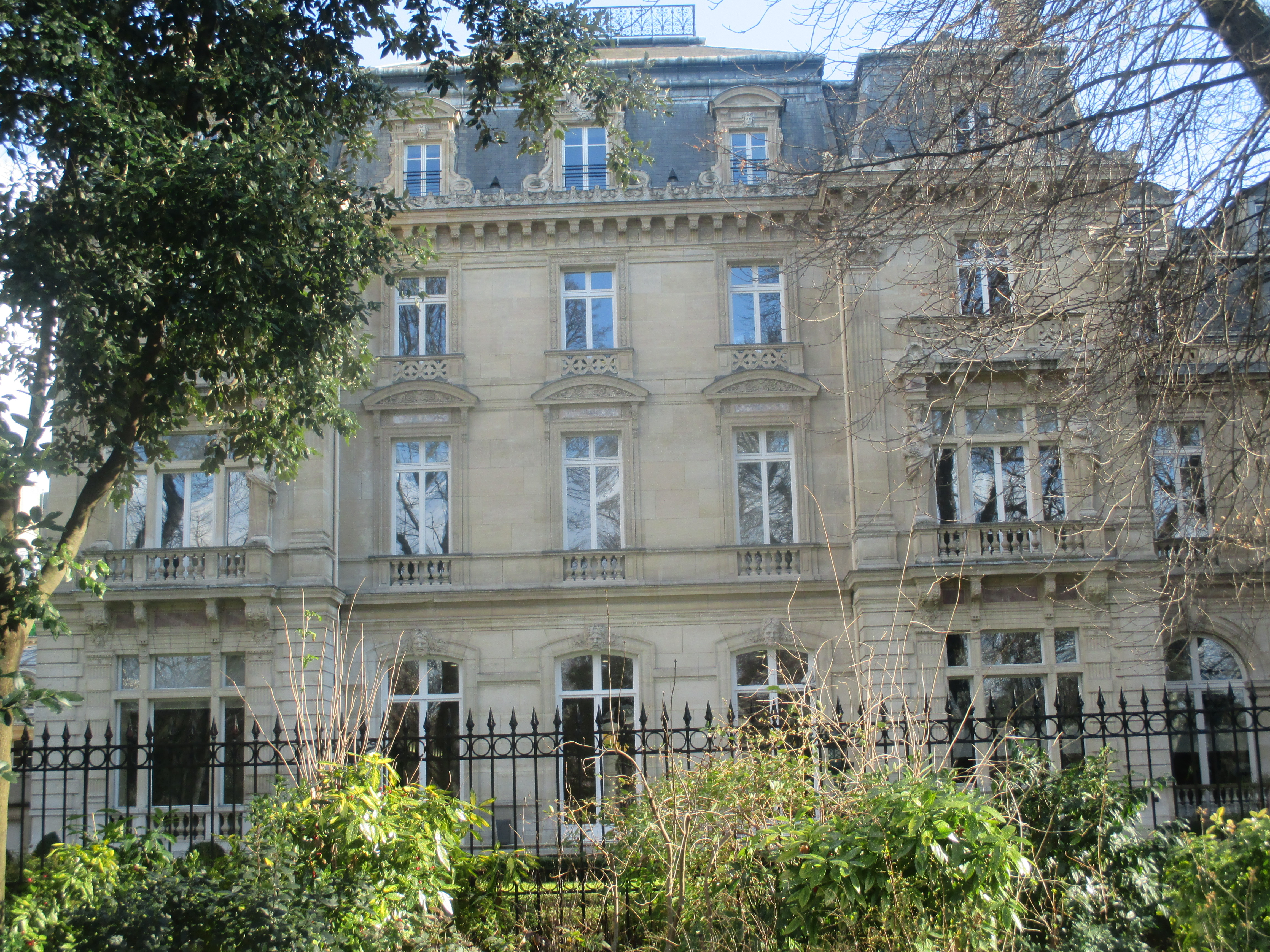
Hôtel de Camondo, Gartenfassade

1972 drohte dem Hotel, das sich damals im Besitz einer Versicherungsgesellschaft befand, der Abriss durch ein Immobilienprojekt.
Seit dem 17. Oktober 1977 steht das Gebäude unter Denkmalschutz.